# Mehmet Aurélio
Marco Aurélio, pełne imię: Marco Aurélio Brito dos Prazeres, znany jako: Mehmet Aurélio (ur. 15 grudnia 1977 w Rio de Janeiro w Brazylii) – turecki piłkarz brazylijskiego pochodzenia występujący na pozycji defensywnego pomocnika.

## Kariera klubowa
Swoją piłkarską karierę rozpoczął w klubie CR Flamengo, w barwach którego wystąpił w 123 spotkaniach, zdobywając 21 bramek. Kolejną drużyną była Olaria. Następnie trafił do Trabzonsporu. W zespole znad Morza Czarnego rozegrał 64 spotkania, strzelając 15 bramek. Kolejnym zespołem w karierze zostałp Fenerbahçe SK. W 2006 roku zyskał tureckie obywatelstwo, przybierając imię Mehmet. W latach 2008–2010 Aurélio reprezentował barwy Betisu, po czym latem 2010 przeszedł do Beşiktaşu JK.

## Kariera reprezentacyjna
W pierwszej reprezentacji Turcji zadebiutował za kadencji selekcjonera Fatiha Terima w spotkaniu przeciwko reprezentacji Luksemburga 16 sierpnia 2006 roku. Tym samym został pierwszym naturalizowanym zawodnikiem w reprezentacji kraju znad Bosforu. Pierwszego gola zdobył 12 września 2007 roku przeciwko reprezentacji Węgier. Był to jego 12 występ w kadrze narodowej.

## Sukcesy
- Mistrzostwo Turcji: 2004, 2005, 2007
- Puchar Turcji: 2003
- Superpuchar Turcji: 2007